# عدلی یکن پاشا
عدلی یکن پاشا (عربی: عدلي يكن باشا؛ ۱۸ ژانویهٔ ۱۸۶۴ – ۲۲ اکتبر ۱۹۳۳) دیپلمات، و سیاست‌مدار اهل مصر بود. چهاردهمین نخست‌وزیر مصر از سال ۱۹۲۱ تا ۱۹۲۲، بار دیگر ۱۹۲۶ تا ۱۹۲۷ و ۱۹۲۹ بود. ریاست چند پست سیاسی دیگر چون وزارت امور خارجه، وزارت کشور و سخنگوی سنای مصر را عهده‌دار بود.

## زندگی
او اصالتاً از ترک‌های آناتولی بود. و در پاریس درگذشت. وی همچنین با محمدعلی پاشا خویشاوند بود.